# Silluvia wassuensis
Silluvia wassuensis är en skalbaggsart som beskrevs av Rudolph Petrovitz 1963. Silluvia wassuensis ingår i släktet Silluvia och familjen Aegialiidae. Inga underarter finns listade i Catalogue of Life.